# Aradio Rufino (console 311)
Aradio Rufino (latino: Aradius Rufinus; fl. 304–313) è stato un politico romano di età imperiale.
Rufino fu console nel 311 e praefectus urbi di Roma nel 304-305, dal 9 febbraio 312 al 27 ottobre dello stesso anno e poi nuovamente dal 29 novembre all'8 dicembre 313.
Fu probabilmente padre di Quinto Aradio Rufino Valerio Proculo.